# برو12 موسم 2012–13
برو12 موسم 2012–13 هو الموسم 12 من  بطولة اتحاد الرغبي. أقيم خلال الفترة 31 أغسطس 2012 وحتى 25 مايو 2013، وكان عدد الأندية المشاركة فيه  12، وفاز فيه لينستر رغبي.